# Ян Анджей Сераковський

варіант гербу Доленґа

Ян Анджей Сераковський гербу Доленґа (бл. 1640 — 7 грудня 1698, Львів) — польський шляхтич, військовик, урядник Речі Посполитої. Представник роду Сераковських.

## Біографія
Батько — Анджей Сєраковський, мати — дружина батька Катажина з Остроругів, донька познаньського воєводи Яна Остроруга (†13 травня 1674).
Навчався в єзуїтів до 1644 року. З 1665 року служив в коругві коронного війська Станіслава Яблоновського. 1672 року вперше був маршалком Белзького сеймику (потім 1674, 1685). Перед 18 листопада 1672 став белзьким стольником. 25 січня 1685 року став одним з кандидатів на посаду белзького підкоморія, 29 січня отримав королівську номінацію (тобто призначення). Белзький каштелян за рішенням сейму 1688, в якому брав участь. На межі 1690—1691 років важко хворів, написав заповіт. Брав участь в молдавській кампанії 1691, у вересні-жовтні був у Снятині. Наприкінці 1693 року став реґіментарем коронного війська на польсько-турецькому прикордонні.
Був власником сіл Жабче (головна його садиба), Савчин, посесором Тишовецького староства з 1692. Один з фундаторів «Братства доброї смерті» при костелі єзуїтів Любліна.
Помер несподівано у Львові 7 грудня 1698.

### Сім'я
Перша дружина — Катажина зі Стадницьких (з 1673 року), донька перемиського каштеляна Анджея Самуеля. Діти:
- Юзеф (9 травня 1682 — перед 21 червня 1748) — житомирський староста, стражник великий коронний[2]
- Міхал (народився 26 вересня 1688)
- Ізабела, дружина галицького чесника Якуба Каліновського, канівського старости Зєліньського
- Маріанна — дружина Лося.

Друга дружина — Людвіка з Домбських, вдова Францішка Денгоффа, литовського ловчого. Після смерті Яна Анджея Сераковського стала дружиною чернігівського воєводи Пйотра Яна Потоцького. Дітей не мали.